# Chrysalis (Nahemah)
Chrysalis is het tweede studioalbum van de Spaanse band Nahemah. Het werd uitgebracht in 2001 door Iberian Moon Records en in 2002 opnieuw uitgebracht door Concreto Records.

## Tracklist
1. Ochre Mantle Stare – 6:42
2. Sybilla – 6:47
3. Autumn is my Sin – 7:04
4. Bloodstained Carnival – 7:10
5. Thy Quievering Wings – 2:32
6. The Teardrop Fall – 6:44
7. From the Temples High – 3:45
8. Ligeia (Immortality Through Crime) – 9:07
9. A Crystal Delirium – 7:04